# Søndre Nordstrand
Søndre Nordstrand är en administrativ stadsdel (bydel) i Oslo kommun, Norge med 39 066 invånare (2020) på en yta av 18,4 km².